# جرانواله، پاکستان
جرانواله (به اردو: جڑانوالہ) شهری در ایالت پنجاب (پاکستان) کشور پاکستان است که در سرشماری سال ۲۰۰۶ میلادی، ۱۲۲٫۰۴۴ نفر جمعیت داشته است.

## نگارخانه

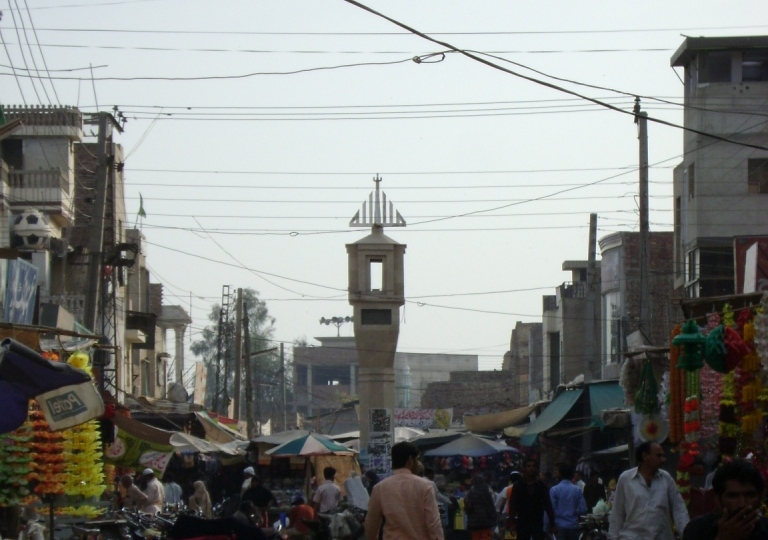